# Racing Club du Pays de Fontainebleau
Le Racing Club du Pays de Fontainebleau est un club français de football fondé en 1912. Le club bellifontain évolue en 2024-2025 en district de la Ligue de Paris Île-de-France.

## Histoire
Fondé sous le nom de Club sportif de Fontainebleau, le club fusionne en 1966 avec l'AS Bagneaux-Nemours, club des communes de Bagneaux-sur-Loing et de Nemours situé à une vingtaine de kilomètres de Fontainebleau, pour former l'Entente Bagneaux Fontainebleau Nemours.
Trois fois finalistes malheureux du championnat de France amateurs, les Bellifontains accèdent la D2 open en 1970. Ils se maintiennent à ce niveau pendant huit saisons consécutives avant de retrouver l'antichambre de l'élite de 1981 à 1983. Le club fusionne avec celui de Melun et forme l'Entente MF 77 pour une saison de D2 en 1987-1988.
Après cette période dorée, le club sombre dans la hiérarchie. Après 39 saisons consécutives dans les championnats nationaux, le club rejoint le niveau régional en 1998 et est rebaptisé Racing Club du Pays de Fontainebleau en 1999.
Parmi les joueurs ayant évolué au club, citons Philippe Baron, Philippe Tettamenti (joueur, entraîneur), Lilian Thuram, Jean-Pierre Adams, Philippe Mahut et Christopher Nkunku. Parmi les anciens entraîneurs, citons Paco Rubio et Paul Jurilli.

## Personnalités

### Entraîneurs
La liste suivante présente les différents entraîneurs du club.
- 1949-1950 : Alfred Aston
- 1956-1957 : Pierre Ranzoni
- 1958-1965 : Michel Jacques
- 1965-1966 : Jean Lefèvre
- 1966-1968 : Paul Jurilli
- 1968-1973 : Claude Rey
- 1973-1975 : Ladislas Nagy
- Nov. 1975-1976 : Paul Jurilli
- 1976-1977 : Claude Dusseau
- 1977-1979 : Paul Jurilli
- 1979-1983 : Jean-Pierre Grandière
- 1983-1985 : Gérard Delacroix
- 1987-1992 : Daniel Malherbe
- 1992-1993 : Denis Malherbe
- 1993-1996 : Paco Rubio
- 1996-1997 : Pascal Poirier et Georges Mulitunov
- 1997-1998 : Vincent Dufour et Gilles Canterini
- 1998-1999 : Abdelhak Raji et Alain Lobeau
- 1999-2002 : Alain Lobeau
- 2002-2006 : Jean-Louis Granié
- 2006-2007 : Philippe Lemain

## Palmarès
Le tableau suivant liste le palmarès et les meilleures performances du club dans les différentes compétitions officielles.
| Compétitions nationales | Compétitions régionales                              |
| --- | ---------------------------------------------------- |
| - Championnat de France amateurs (1935-1971) - Vice-champion : 1967, 1968 et 1969 - Vainqueur de groupe : 1967, 1968, 1969 et 1970 - Championnat de France de Division 3 (D3) - Vice-champion : 1981 - Vainqueur de groupe : 1981 - Championnat de France de Division 4 (D4) - Vainqueur de groupe : 1992 | - Division d’Honneur Paris - Champion : 1956 et 1959 |

## Identité

### Logos

Ancien logo.
Logo depuis 2020.